# 神奈川齒科大學
神奈川齒科大學（日語：かながわしかだいがく）是日本一所私立短期大學。

## 概要

### 简介
- 成立于1910年[1][2]。短期大学为于1952年开办[2]，由学校法人神奈川齿科大学经营，从2002年起男女生俱收。「爱的精神」为学园训[3]。

### 历史
- 1952年，日本女子卫生短期大学成立并同时设置一个学科即保健学科[2]。
- 1953年，业余课程牙科卫生专修成立（但招生到于1987年、停办于1988年）[2]。
- 1963年，校园从东京都大田区迁址至神奈川县横须贺市[2]。
- 1987年，保健科改编为牙科卫生学科（入学生的修业年限于2006年从二年改為三年）[2]。
- 1989年，改校名为湘南短期大学。以下两个学科成立[2]。
  - 日文学科（改编为人类传播学科[注 1]于2002年、招生到于2009年、停办于2011年）[2]
  - 商经学科（招生到于2006年、停办于2008年）[2]
- 2007年，护理学科成立[2]。
- 2013年，改校名为神奈川齿科大学短期大学部。

### 宪章
- 请参看神奈川齿科大学短期大学部的标志 （页面存档备份，存于） （日語） 2014年2月26日阅览。

## 学校环境
- 校区：在神奈川县横须贺市

## 历任校长
- 佐藤贞雄：前任短期大学校长[4]

## 组织

### 学科
- 牙科卫生学科
- 护理学科

### 前学科
- 人类传播学科[注 1][注 2]
- 商经学科[注 3]

### 专科
- 没有

### 业余课程
- 牙科卫生专修[注 4]